# Солдаты удачи (телесериал)
«Солдаты удачи» (англ. Soldier of Fortune, Inc.; США, 1997—1999) — культовый телесериал о команде специального назначения, выполняющей неофициальные задания правительства США. После первого сезона сериал был переименован в Special Ops Force.
Сериал был номинирован на премию «Эмми» за музыкальное сопровождение одной из серий.

## Персонажи

### Мэттью Квентин Шеферд
Бывший майор Сил специального назначения Армии США служил в отряде Дельта. Является специалистом в контр-терроризме.
Во время своей последней миссии в Боснии майор нарушил прямой приказ и вернулся к раненому солдату, чтобы забрать его. Впоследствии раненый солдат умирает, но майор не жалеет о своём поступке и его девизом становится фраза «Возвращаются все». За невыполнение приказа Шеферд предстал перед трибуналом и был вынужден подать в отставку после 15 лет службы.
После отставки майора его находит Ксавьер Траут и предлагает сотрудничество. Шеферд соглашается и собирает команду профессионалов для выполнения миссий.
В качестве прикрытия своей деятельности Мэтт использует отель «Серебряная звезда» (англ. «Silver Star»).
Роль исполнил Брэд Джонсон.

### Бэнни Рэй Ридл
Бывший старший сержант морской пехоты США. Отличный стрелок, снайпер, один из лучших выпускников школы снайперов.
Во время выполнения миротворческой миссии ООН Ридл отказался выполнять приказ офицера ООН, считая, что он не должен выполнять приказы иностранных офицеров.  В результате невыполнения приказа старший сержант предстал перед трибуналом и был исключён из рядов морской пехоты.
На момент приглашения майором Шефердом Бэнни Рэй работал инструктором по стрельбе в частном тире.
Что примечательно — в первом сезоне в одной из серий мы видим троих его детей, а бывшую жену зовут Мери Эллен. Во втором сезоне мы знакомимся с уже единственным сыном Билли, а его бывшую называют Лу Энн.
Роль исполнил Тим Абелль.

### Марго Винсент
Марго работала в ЦРУ экспертом по Восточной Европе. Однажды один из её агентов был скомпрометирован, когда эксперт по контршпионажу КГБ соблазнил его жену и отправил фотографии мужу и Марго.
После ухода из ЦРУ и до предложения от Шеферда Марго работала в промышленном шпионаже в роли наёмника.
Роль исполнила Мелинда Кларк.

### Джейсон «Ченс» Волкер
Лейтенант был членом элитного подразделения специальных операций «Night Stalkers». Имеет богатый опыт управления различными летательными аппаратами. Покинул Армию США из-за травмы колена.
До появления Шеферда Джейсон работал тренером по лёгкой атлетике.
После первого сезона персонаж пропал из сериала. Майор Шеферд объяснил это тем, что Ченс занялся своим бизнесом на Гаваяйх.
Роль исполнил Рил Эндрюс.

### Кристофер «C.J.» Йетс
Был старшим сержантом SAS. Специализация — подрывник. Мать — ирландка, отец — англичанин. Был схвачен вместе со своим братом Денни во время миссии в Ливии. Его пытали, но он ни в чём не признался, рассказывая лишь бесполезную информацию. Брат был убит. После этого случая Си Джей ненавидит всех ливийцев.
Играет на барабанах (ударник-любитель), знает весь репертуар группы Fleetwood Mac. Как и Ченс, персонаж исчез после первого сезона. По сюжету сериала, они отошли от дел и уехали на Гавайи (об этом говорится в 1-й серии второго сезона).
Роль исполнил Марк Шеппард.

### Ксавьер Траут
Работает в Совете национальной безопасности США. Является связующим звеном между правительством и группой майора Шеферда, выдаёт задания на миссии. Никогда не уточняется, является ли команда майора Шеферда его единственной обязанностью или есть другие тайные команды, которыми он руководит.
Большая часть другой информации о Трауте засекречена, и на протяжении всего шоу о нем раскрывается очень мало. Он совершил несколько поездок во Вьетнам, сначала в составе 101-й воздушно-десантной дивизии, затем в составе армейских рейнджеров и, наконец, в качестве зеленого берета. Позже Траут станет одним из офицеров, которые помогли основать Delta Force. Именно в этом качестве офицера-инструктора он впервые встретился с майором Шефердом.
Роль исполнил Дэвид Селби.

### Дикон «Дик» Рейнольдс
Рейнольдс пошел в армию после того, как судья дал ему выбор между армией и тюрьмой. Во время своего пребывания в армии он сначала служил экспертом по сносу зданий, был специалистом по взрывчатке, как и Йетс. Затем стал прапорщиком и перешел в авиацию. Дик также участвовал в операции «Буря в пустыне».
Был осужден военно-полевым трибуналом за неповиновение. После осуждения стал членом тактической оперативной группы Траута (еще до появления отряда Шеферда).
Персонаж не являлся полноправным членом команды, только приходил в нужное время на помощь команде.
В это время он будет завербован полковником Эрлом Свони для выполнения тайных миссий для правительства США. Можно сказать, что у Свони такие же отношения с Диком, как у Траута с командой Шепарда. Тем не менее, Дик не был командным игроком и проводил большую часть своего времени, выполняя одиночные миссии.
Персонаж появился во втором сезоне. Роль исполнил Деннис Родман.

### Ник Дельвеккио
Персонаж появился во второй серии второго сезона.
Был оперативным агентом ФБР, продолжил карьеру в Управлении по борьбе с наркотиками Министерства юстиции. Там он специализировался на работе под прикрытием.
Во время задания столкнулся с командой Шеферда, Марго и Бэнни Рэя, впоследствии был принят в команду. Не имея большого опыта оперативной работы, вписался в команду.
Ник Дельвеккио вырос в итало-американском районе Нью-Йорка. Дельвеккио всю жизнь увлекался фокусами. Он станет экспертом в различных формах ловкости рук, взломе замков и искусстве побега.
Роль исполнил Дэвид Айгенберг.

## Эпизоды
Всего было снято и вышло на экран 37 эпизодов — 20 в первом сезоне и 17 во втором.

### 1-й сезон
| Название                                               | Сюжет | Дата премьеры    |
| ------------------------------------------------------ | --- | ---------------- |
| 01. «Начало» (англ. Genesis)                           | Майор Мэттью Шеферд спасает раненого солдата, нарушая приказ, из-за чего попадает под трибунал и уходит в отставку. К нему приезжает Ксавьер Траут и предлагает работу на правительство за деньги. Шеферд соглашается и собирает команду из 7 профессионалов и отправляются на первое задание в Ирак для спасения заложников. Миссия успешно выполнена, но Гюнтер Хауэр погибает, а Рикардо Веласкес получает ранение и уходит из команды. | 27 сентября 1997 |
|                                                        | |                  |
| 02. «Власть портит» (англ. Power Corrupts)             | Команда получает задание на Гаити для ликвидации Эла Хамфриза — старого знакомого Шеферда и нынешнего начальника полиции Гаити, который фактически «разрушает страну в одиночку». Шеферд не хочет убивать Хамфриза, а привезти его в США живым из-за старого знакомств, но в итоге Хамфриза убивают при попытка выстрела в Мэтта. | 4 октября 1997   |
|                                                        | |                  |
| 03. «Через проволоку» (англ. Over the Wire)            | Команда получает задание на Кубе, где американский спецназовец-снайпер получил указание убить Фиделя Кастро от своего связного из ЦРУ. В результате расследования оказывается, что связной выдал задание исключительно из-за личной ненависти к Кастро. | 11 октября 1997  |
|                                                        | |                  |
| 04. «Из любви к деньгам» (англ. For Love or Money)     | Команда отправляется в Иран для ликвидации фальшивомонетчиков, один из которых является старым врагом Марго Винсент. Во время миссии им помогает бывший израильский связной Шеферда. | 18 октября 1997  |
|                                                        | |                  |
| 05. «Альфа псы» (англ. Alpha Dogs)                     | Ксавьер Траут выдаёт задание на охрану юного компьютерного гения, который занимается разработкой для Министерства Обороны США и за которым охотится банда бандитов, возглавляемая бывшим спецназовцем. В ходе событий выясняется, что компьютерщик использует в создаваемых играх реальных людей, досье на которых он получил, используя свой доступ к базе данных Министерства.                                                           | 25 октября 1997  |
|                                                        | |                  |
| 06. «Неверный ход» (англ. Broken Play)                 | Команда находится на задании в Боснии, где необходимо ликвидировать местного генерала. Марго и Ченс действуют под прикрытием, остальная часть команды попадает в крупную перестрелку с местными войсками. | 1 ноября 1997    |
|                                                        | |                  |
| 07. «Побочный урон» (англ. Collateral Damage)          | В Чили банда местных революционеров захватывает заложников во время приёма у французского посла. Среди заложников оказывается единственная дочь Ксавьера Траута, и поэтому он настаивает на непосредственном участии в операции. | 8 ноября 1997    |
|                                                        | |                  |
| 08. «Чёрная рука» (англ. La Mano Negra)                | Команда отправляется в Колумбию для ликвидации наркобарона. Для помощи в операции они освобождают бывшего спецназовца, перевозимого судебными исполнителями. | 15 ноября 1997   |
|                                                        | |                  |
| 09. «Пропавший без вести» (англ. Missing in Action)    | Агента ЦРУ захватывают в Сьерра-Леоне с целью узнать имена всех агентов в этом регионе для дальнейшей расправы. Шеферд с командой должны не допустить этого. | 22 ноября 1997   |
|                                                        | |                  |
| 10. «Последний шанс» (англ. Last Chance)               | После выполнения миссии в Никарагуа команда бежит от преследования местных военных на самолёте, однако самолёт подбивают, и он падает в джунгли. Для помощи команде Ксавьер Траут находит спецназовца, помогавшего им в Колумбии. | 24 января 1998   |
|                                                        | |                  |
| 11. «Когда молот падает» (англ. When the Hammer Falls) | Террористы похищают образец нового сверхсекретного оружия. Для предотвращения его применения Мэтт с командой отправляются в Берлин. | 31 января 1998   |
|                                                        | |                  |
| 12. «Хирургическая точность» (англ. Surgical Strike)   | Ливийские террористы сбивают гражданский самолёт в Страсбурге. Для ответного удара правительство отправляет команду Шеферда в Ливию. Изначально Шеферд оставляет в США Си Джея из-за его ненависти ко всем ливийцам, однако тот сам прилетает в страну и помогает команде. | 7 февраля 1998   |
|                                                        | |                  |
| 13. «Особо важное задание» (англ. Hired Guns)          | Шеферду поступает частный заказ, и Траут не возражает. Команда отправляется в Мозамбик для устранения местных диктаторов. В ходе действия команда попадает в плен, однако благодаря уловкам Ченса они освобождаются. | 14 февраля 1998  |
|                                                        | |                  |
| 14. «Капризы памяти» (англ. Déja Vu)                   | Эпизод состоит из воспоминаний о неудачной миссии в Мексике по освобождению заложницы, которая оказывается заодно с «похитителями». В результате операции все члены команды получают травмы различной степени тяжести. | 21 февраля 1998  |
|                                                        | |                  |
| 15. «Друзья познаются в беде» (англ. Apres Vu)         | Команд решает получить реванш за поражение в предыдущей операции. Траут категорически против — он блокирует банковские счета членов команды. Однако, заложив личное имущество, команда всё же отправляется в Мексику. | 28 февраля 1998  |
|                                                        | |                  |
| 16. «Монета» (англ. Scorned)                           | Команда противостоит киллеру-профессионалу, которая имеет личные счеты с некоторыми членами команды. | 25 апреля 1998   |
|                                                        | |                  |
| 17. «Трудное положение» (англ. Tight Spot)             | Мэтт и Марго попадают в плен при выполнении миссии ООН в Северной Корее, где их содержат без еды и воды. Ченс, Бенни Рей и Си Джей летят на помощь друзьям. | 2 мая 1998       |
|                                                        | |                  |
| 18. «Обоюдоострый меч» (англ. Double-Edged Sword)      | Команда должна похитить из тюрьмы и доставить в США личного врага Марго, из-за которого она была вынуждена уйти из ЦРУ. | 9 мая 1998       |
|                                                        | |                  |
| 19. «Расплата» (англ. Payback)                         | Совершено похищение давнего знакомого Мэтта, и похитители требуют выкуп в 3 миллиона долларов. В ходе расследования оказывается, что похищение было совершено из мести и заложника живым не отпустят. | 16 мая 1998      |
|                                                        | |                  |
| 20. «Чрезвычайная ситуация» (англ. Top Event)          | Команда должна остановить исламских террористов, которые готовят атаку на крупные американские города с использованием нервно-паралитического газа зарина. | 23 мая 1998      |
|                                                        | |                  |

### 2-й сезон (Special Ops Force)
| Название                                                            | Сюжет | Дата премьеры    |
| ------------------------------------------------------------------- | --- | ---------------- |
| 01. «Козырная карта» (англ. Wild card)                              | Под видом ограбления был убит один из наиболее ответственных людей в национальной безопасности. Команда, из которой ушли 2 человека, начинает расследование. В ходе расследования к команде присоединяется бывший подопечный погибшего — «Дик» Рейнольдс. | 26 сентября 1998 |
|                                                                     | |                  |
| 02. «Кто есть кто» (англ. Who's Who)                                | Команда охраняет заключенного, которого необходимо доставить на суд. Однако оказывается, что это вовсе не заключённый. | 3 октября 1998   |
|                                                                     | |                  |
| 03. «Шпионская сеть» (англ. Spyder's Web)                           | К команде присоединяется Ник Дельвеккио — «заключённый» из предыдущего эпизода. Команда получает задание освободить агента ЦРУ в России. | 5 октября 1998   |
|                                                                     | |                  |
| 04. «Девушка с вечеринки» (англ. Party Girl)                        | Дочь американского сенатора, курирующего финансирование группы, похищает сын колумбийского наркобарона. | 17 октября 1998  |
|                                                                     | |                  |
| 05. «Прогулка в парке» (англ. A Walk in the Park)                   | Марго Винсент отправляется в Берлин с легким заданием — забрать необходимую Трауту информацию. Однако всё усложняется, когда женщину, с которой должна была встретиться Марго, убивают, а Марго обвиняют в этом убийстве. | 24 октября 1998  |
|                                                                     | |                  |
| 06. «Обмен» (англ. Trade Off)                                       | Пленные ливийские террористы, которых перевозили для обмена в Рейкьявик, захватили самолёт и сбежали. Команда должна найти их и остановить. | 31 октября 1998  |
|                                                                     | |                  |
| 07. «Ирак-н-Ролл» (англ. Iraq and Roll)                             | Команда должна освободить важного пленника, которого удерживают в посольстве Ирака при ООН. | 7 ноября 1998    |
|                                                                     | |                  |
| 08. «Игра в прятки» (англ. Hide and Seek)                           | Команда должна остановить полумифического международного террориста Гавриила, планирующего сбить вертолёт с индийскими дипломатами, летящими на переговоры с пакистанцами в Швейцарию. | 14 ноября 1998   |
|                                                                     | |                  |
| 09. «Шарада» (англ. Charade)                                        | Для расследования Мэтт и Марго отправляются в Сан-Франциско под чужими именами, изображая супружескую пару. | 21 ноября 1998   |
|                                                                     | |                  |
| 10. «Козлёнок на привязи» (англ. Tethered Goat)                     | Сына Бенни Рэя похищает вышедшая на свободу дочь мексиканского наркодельца. | 6 февраля 1999   |
|                                                                     | |                  |
| 11. «Восьмёрка» (англ. Figure Eight)                                | Группа работает в Марселе, где должна уничтожить террористов и продавца взрывчатки. Последний оказывается бывшим любовником Марго. | 13 февраля 1999  |
|                                                                     | |                  |
| 12. «Господь мой, пастырь мой» (англ. The Lord Is My Shepherd)      | Марго хочет встретиться со своим братом-священником, которого она не видела с четырёх лет. Она едет вместе с Мэттом на конференцию священников в Лос-Анджелес, на которой будет присутствовать и Папа Римский. Центр, в котором будет происходить встреча, захватывают террористы, требующие продовольственной помощи странам третьего мира. Но на самом деле их цели исключительно корыстные. | 20 февраля 1999  |
|                                                                     | |                  |
| 13. «Критический список» (англ. Critical List)                      | Команда выполняет миссию на нефтеперерабатывающем заводе в Детройт, где незаконно изготавливается химическое оружие. Но миссия срывается, и Марго и Бэнни Рэй попадают в больницу с ранениями. За расследование незаконного проникновения на завод берётся коррумпированный агент АНБ. | 27 февраля 1999  |
|                                                                     | |                  |
| 14. «Добро пожаловать в Бэнт Коппер» (англ. Welcome to Bent Copper) | Команда едет на отдых, но неожиданно их автомобиль ломается. Они находят автомастерскую в маленьком городке в Колорадо, который находится вдали от других населённых пунктов. Пока автомобиль ремонтируют, команда замечает много странностей в этом городке и решает провести расследование.                                                                                                  | 1 мая 1999       |
|                                                                     | |                  |
| 15. «Белый дракон» (англ. White Dragon)                             | В Париже была похищена новая секретная сыворотка. В похищении замешан легендарный китайский агент. Отпечатки пальцев, оставленные им на месте преступления, принадлежат отцу Мэтта, которого считали погибшим во время войны во Вьетнаме. | 8 мая 1999       |
|                                                                     | |                  |
| 16. «След» (англ. The Vestige)                                      | С помощью сигнала, исходившего из джунглей Амазонки, были выведены из строя два спутника. Команда учёных NASA, отправленная на поиски источника сигнала, пропала. Команда отправляется для расследования. | 15 мая 1999      |
|                                                                     | |                  |
| 17. «Разумные сомнения» (англ. Reasonable Doubts)                   | В Пентагоне появился двойной агент, продающий секретную информацию. Подозрение падает на Ксавьера Траута и он вынужден бежать. Он обращается за помощью к Мэтту, и команда отправляется на поиски настоящего «крота». | 22 мая 1999      |
|                                                                     | |                  |

## Показ в России
В России премьера сериала состоялась 11 апреля 1999 года на телеканале НТВ. В начале сериал показывали по воскресеньям в 22:20 и повторы по понедельникам в 9:10 утра. С 19 июля показ перенесли на будни с понедельника по четверг в 22:45 и повторы в 9:10. Последнюю серию второго сезона показали 27 августа 1999 года после чего заново начался повтор первого сезона, из которого показали четыре серии, и 2 сентября 1999 года показ сериала прекратился. Примечателен факт, что по неизвестным причинам оригинальная хронология эпизодов сериала на телеканале НТВ была перепутана.
Позднее, в 2001 и 2003 годах телеканал НТВ повторно показывал сериал, так же, с перепутанной последовательностью серий.